# Hjärnspöken - DAMP och hotet mot folkhälsan
Hjärnspöken - DAMP och hotet mot folkhälsan är en bok skriven av sociologen Eva Kärfve släppt år 2000. Boken florerade bland annat som en del av debatten runt Göteborgsstudien om barn med DAMP.

## Innehåll
Boken granskar kritiskt den numera förkastade diagnosen DAMP och efterforskningen som bedrevs gällande detta unika svenska fenomen, men adresserar också frågor om normalitet, samhälle, psykometrik och dylikt mer generellt.

## Mottagande
Mottgandet av boken var blandat. John Swedenmark menade att det var "[...]lustfyllt att ta del av hur sociologen Eva Kärfve med vetenskaplig brio angriper damp-bluffen[...]". Åsa Moberg kommenterade "Från min journalistiska utgångspunkt framstår boken som pseudovetenskapligt svammel"